# Marathon van Hamburg 1992
De marathon van Hamburg 1992 werd gelopen op zondag 24 mei 1992. Het was de zevende editie van deze marathon.
De Tanzaniaan Julius Sumawe was bij de mannen het sterkst; hij passeerde de finish in 2:13.52. De Duitse Gabriela Wolf zegevierde bij de vrouwen in 2:36.33.
In totaal finishten 8013 marathonlopers, waarvan 932 vrouwen.

## Uitslagen

### Mannen
| rang   | naam                  | land | tijd    |
| ------ | --------------------- | ---- | ------- |
| Goud   | Julius Sumawe         | TAN  | 2:13.52 |
| Zilver | Simon Mrashani        | TAN  | 2:15.45 |
| Brons  | Sergey Sokov          | BLR  | 2:16.03 |
| 4      | Georgios Karaggianis  | GRE  | 2:16.17 |
| 5      | Vladimir Kotov        | BLR  | 2:17.08 |
| 6      | Osmiro Dasilva        | BRA  | 2:17.52 |
| 7      | James Gombetza        | ZIM  | 2:18.23 |
| 8      | Sergei Struganov      | RUS  | 2:18.27 |
| 9      | Yevgeniy Okorokov     | UKR  | 2:19.49 |
| 10     | Jouni Kortelainen     | FIN  | 2:20.03 |
| 11     | Spyridon Andriopoulos | GRE  | 2:20.22 |
| 12     | Nicolas Nyengerai     | ZIM  | 2:21.09 |
| 13     | Boay Gurgo            | TAN  | 2:21.16 |
| 15     | Peter Gschwend        | SUI  | 2:22.49 |
| 21     | Kaessa Balcha         | ETH  | 2:25.08 |

### Vrouwen
| rang   | naam                  | land | tijd    |
| ------ | --------------------- | ---- | ------- |
| Goud   | Gabriela Wolf         | GER  | 2:36.33 |
| Zilver | Olga Michurina        | RUS  | 2:41.36 |
| Brons  | Judit Nagy            | HUN  | 2:41.59 |
| 4      | Hildegard Mockenhaupt | GER  | 2:42.25 |
| 5      | Angelika Dunke        | GER  | 2:45.02 |
| 6      | Siska Maton           | BEL  | 2:45.30 |
| 7      | Ursula Starke         | GER  | 2:46.17 |
| 8      | Irina Petrova         | RUS  | 2:46.57 |
| 9      | Marzanna Helbik       | POL  | 2:47.09 |
| 10     | Dorota Kozlowska      | POL  | 2:47.17 |
| 11     | Tatyana Bultot        | RUS  | 2:48.28 |
| 12     | Malgorzata Szuminska  | POL  | 2:49.06 |
| 14     | Bernadette Hudy       | GER  | 2:50.21 |
| 15     | Lyudmilla Smirnova    | RUS  | 2:50.54 |
| 16     | Dagmar Knudsen        | GER  | 2:51.45 |
| 17     | Vera Glazova          | RUS  | 2:52.30 |
| 18     | Manuela Zipse         | GER  | 2:54.23 |

1986 · 1987 · 1988 · 1989 · 1990 · 1991 · 1992 · 1993 · 1994 · 1995 · 1996 · 1997 · 1998 · 1999 · 2000 · 2001 · 2002 · 2003 · 2004 · 2005 · 2006 · 2007 · 2008 · 2009 · 2010 · 2011 · 2012 · 2013 · 2014 · 2015 · 2016 · 2017